# Ozarba subtilimba
Ozarba subtilimba là một loài bướm đêm trong họ Noctuidae.